# 강구바이 카티아와디
강구바이 가티아와디(힌디어: गंगूबाई काठियावाड़ी)는 2022년 인도 힌디어 전기 범죄 드라마 영화이다. 산제이 릴라 반살리 감독 자얀티랄 가다과 반살리 제작자이다. 이 영화는 알리아 바트을 주인공으로, 샨타누 마헤슈와리, 위제이 라즈, 인디라 티와리와 시이마 파화가 어제이 데븐과 함께 중추적인 역할을 한다.